# Jhojan Torres
Jhojan Camilo Torres Guazá (Cali, Colombia, 12 de enero de 2003) es un futbolista colombiano que actualmente juega como Centrocampista para Independiente Santa Fe.

## Trayectoria
Fuerzas Básicas Independiente Santa Fe
Nacido en Cali, Torres comenzó su carrera en el club de base Talentos FC. Luego tuvo una prueba con el club profesional Independiente Santa Fe, impresionando al entrenador Léider Preciado y ganándose un lugar en la academia.
Independiente Santa Fe
En noviembre de 2022, habiéndose establecido en el primer equipo de Independiente Santa Fe, Torres fue supuestamente observado por los clubes ingleses Watford y Manchester City. En la siguiente temporada, el entrenador de Independiente Santa Fe en ese momento, Harold Rivera, confirmó que tanto Torres como su compañero Kevin Mantilla serían cedidos al equipo sub-20 de Colombia de cara a la Copa Mundial Sub-20 de la FIFA de 2023, a pesar de ser jugadores del primer equipo.

## Selección nacional
Torres fue convocado a la selección sub-20 de Colombia para el Campeonato Sudamericano Sub-20 de 2023, donde sus actuaciones fueron elogiadas, a pesar de recibir una tarjeta roja en un empate 0-0 con Brasil. Antes de la Copa Mundial Sub-20 de la FIFA.
En 2024 Torres recibió la convocatoria para disputar el Torneo Preolímpico Sudamericano Sub-23.

## Estadísticas

### Clubes
Actualizado al último partido disputado el 8 de diciembre de 2024.
| Club                                                                                                | Div.          | Temporada     | Liga  | Liga  | Liga  | Copas nacionales (1) | Copas nacionales (1) | Copas nacionales (1) | Copas internacionales (2) | Copas internacionales (2) | Copas internacionales (2) | Total | Total | Total |
| Club                                                                                                | Div.          | Temporada     | Part. | Goles | Asis. | Part.                | Goles                | Asis.                | Part.                     | Goles                     | Asis.                     | Part. | Goles | Asis. |
| --------------------------------------------------------------------------------------------------- | ------------- | ------------- | ----- | ----- | ----- | -------------------- | -------------------- | -------------------- | ------------------------- | ------------------------- | ------------------------- | ----- | ----- | ----- |
| Independiente Santa Fe · Colombia                                                                   | 1.ª           | 2022          | 16    | 1     | 1     | —                    | —                    | —                    | —                         | —                         | —                         | 16    | 1     | 1     |
| Independiente Santa Fe · Colombia                                                                   | 1.ª           | 2023          | 18    | 1     | 1     | 2                    | 0                    | 0                    | 6                         | 0                         | 0                         | 26    | 1     | 1     |
| Independiente Santa Fe · Colombia                                                                   | 1.ª           | 2024          | 42    | 1     | 2     | 4                    | 0                    | 0                    | —                         | —                         | —                         | 46    | 1     | 2     |
| Independiente Santa Fe · Colombia                                                                   | Total club    | Total club    | 76    | 3     | 4     | 6                    | 0                    | 0                    | 6                         | 0                         | 0                         | 88    | 3     | 4     |
| Total carrera                                                                                       | Total carrera | Total carrera | 76    | 3     | 4     | 6                    | 0                    | 0                    | 6                         | 0                         | 0                         | 88    | 3     | 4     |
| (1) Incluye datos de Copa Colombia (2023 y 2024).(2) Incluye datos de la Copa Sudamericana ( 2023). |               |               |       |       |       |                      |                      |                      |                           |                           |                           |       |       |       |

## Palmarés

### Campeonatos nacionales
| Título          | Club                   | País     | Año  |
| --------------- | ---------------------- | -------- | ---- |
| Torneo Apertura | Independiente Santa Fe | Colombia | 2025 |